# رنگ (موسیقی ایرانی)
رِنگ یکی از فرم‌های اصلی در ردیف موسیقی ایرانی است که برای شادی و رقص نواخته می‌شده و معمولاً ضرب‌آهنگ آن شش‌هشت (6
8) است و به‌ویژه الگوی ضربی «شیرِ مادر» در آن رایج است. رنگ نوعی موسیقی سازی است و آواز در آن نقشی ندارد. معمولاً رنگ در انتهای اجرای دستگاه و پس از اجرای تصنیف‌ها و آوازها نواخته می‌شود.
به عقیدهٔ موسیقی‌شناسان، رنگ احتمالاً یکی از قدیمی‌ترین فرم‌های موسیقی ایرانی است. با این حال، فرم رنگ به شکلی که امروز می‌شناسیم احتمالاً در دورهٔ معاصر اختراع شده‌است و مخترع آن احتمالاً درویش‌خان بوده‌است. در ردیف هر دستگاه، از چند رنگ اسم برده می‌شود و رنگ شهرآشوب در تمام دستگاه‌ها نام برده می‌شود. برخی رنگ‌های دیگر (نظیر حربی، لزگی و نستاری) نیز در ردیف بیش از یک دستگاه ذکر شده‌اند، اما برخی دیگر نظیر ضرب اصول فقط در یک دستگاه آمده‌اند. از نظر ساختاری، این رنگ‌ها درجات مختلفی از انسجام را دارند؛ در برخی، فرازها کاملاً مشخص هستند و در برخی دیگر نه. اگرچه، کاربرد اصلی رنگ در رقص بوده‌است، اما رنگ‌هایی که در ردیف فعلی رایجند، گاهی ضرب‌آهنگ کندتری دارند و حتی برخی‌شان در مراسم عزاداری هم به کار گرفته می‌شوند.

## تعریف

الگوی ضربیِ «شیر مادر» که در رنگ‌های موسیقی ایرانی رایج است؛ نت‌های توپر نشان‌دهندهٔ ضرب قوی و نت‌هایی که به شکل ضربدر هستند نشانهٔ ضرب‌های ضعیف هستند.پرونده:Shire Madar rhythmic pattern.ogg

رنگ یک فرم (یا به عقیدهٔ برخی یک گونهٔ) سازی (بدون آواز)، متریک و معمولاً از پیش ساخته است که در پایان برنامهٔ اجرای موسیقی نواخته می‌شود و معمولاً دارای الگوی ریتمیک خاصی به نام «شیر مادر» است. رنگ‌ها معمولاً تندای میانه دارند؛ به شکلی که همراهشان رقص شادی اجرا شود. بین قطعات آوازی در موسیقی ردیفی، رنگ تندترین آن‌ها را تشکیل می‌دهد.  غالباً، در رنگ‌ها دو مد مختلف موسیقی اجرا می‌شود.

## تاریخچه
داریوش صفوت معتقد است که از آنجا که رنگ تنها فرم موسیقی است که مخصوص همراهی با رقص است و با توجه به قدمت هنر رقص در ایران، می‌توان نتیجه گرفت که رنگ قدیمی‌ترین فرم موسیقی است که تا امروز به‌جا مانده‌است. وی همچنین اشاره می‌کند که حتی تحریم مذهبی، که باعث محدودیت رقص شد هم مانع از اجرای رقص و موسیقی در دربار پادشاهان نشد. ولی موسیقی‌دانان هم گاهی رنگ‌ها را بدون حضور رقاص اجرا می‌کرده‌اند و این به حفظ فرم رنگ در طول زمان کمک کرده‌است. فرهاد فخرالدینی نیز با استناد به نوشته‌های شمس العلما در کتاب ساز و آهنگ باستان چنین نتیجه می‌گیرد که رنگ ریشهٔ دیرینه‌ای دارد و در قدیم به آن «فروداشت» گفته می‌شده‌است. وی همچنین اصطلاح «ضرب اصول» را که در اشعار حافظ و سعدی به کار رفته، مرتبط با «رنگ اصول» می‌داند که امروزه جزء رنگ‌های دستگاه شور است.
ابداع فرم رنگ به شکل امروزی‌اش به درویش‌خان نسبت داده می‌شود. وی رنگ‌هایی در وزن سه‌چهارم و شش‌هشتم ساخت که کم‌نظیر دانسته می‌شوند. محمدرضا لطفی معتقد است که رنگ‌ها را می‌توان به دو دستهٔ کلی تقسیم کرد: رنگ‌های هنری و رنگ‌های کافه‌ای.به عقیدهٔ او، رنگ‌های هنری برخاسته از قریحهٔ هنرمند هستند و ارزش موسیقایی فاخری دارند، در حالی که دستهٔ دوم رنگ‌ها که معمولاً در مهمانی‌ها و کافه‌ها نواخته می‌شوند و با رقص توأم هستند، ارزش هنری کمی دارند. وی اشاره می‌کند که گاهی رنگ‌های دستهٔ دوم با اصطلاح کار عمل نیز نامیده می‌شدند. بر اساس این دسته‌بندی، لطفی از درویش‌خان نه به عنوان ابداع‌کنندهٔ فرم رنگ، بلکه به عنوان کسی یاد می‌کند که در این فرم تحول ایجاد کرد و فرم «رنگ هنری» را شکل داد و با احیای رنگ‌های قدیمی مثل شهرآشوب‌ها و رنگ فرح، اصالت هنری فرم رنگ را بالا برد.

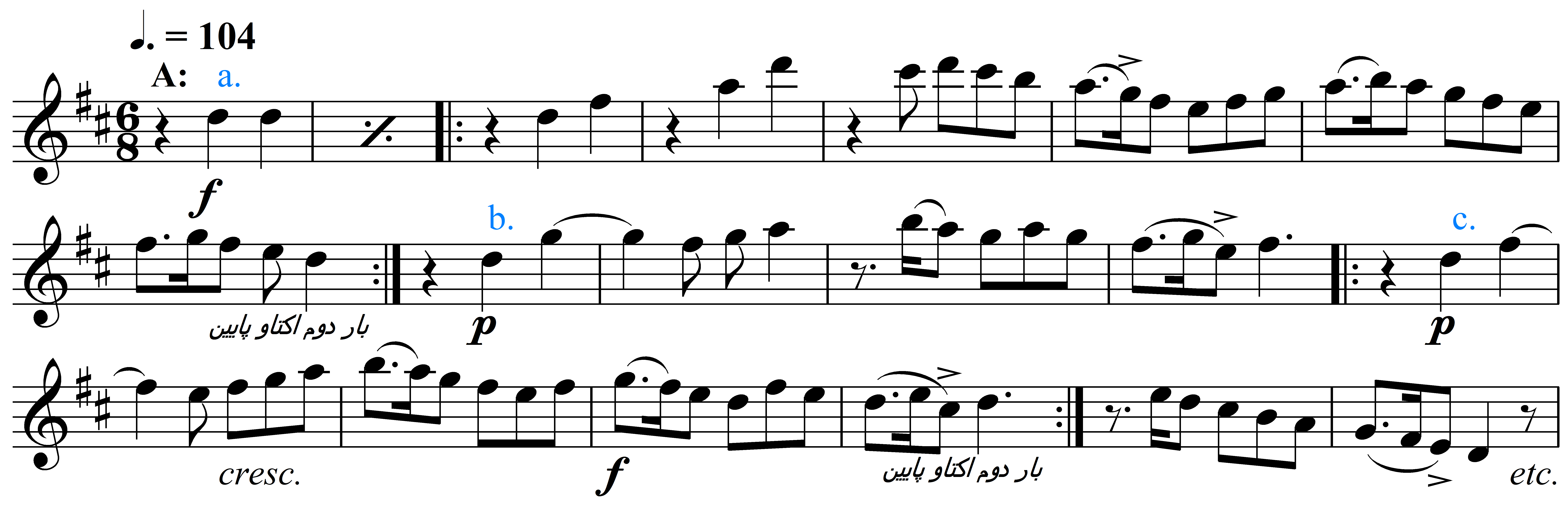
بخش آغازین «رنگ ماهور» از ردیف درویش‌خان در دستگاه ماهور. حروف انگلیسی a تا c اولین میزان هر فراز را نشان می‌دهند. چپ|بشنوید

## تحلیل ردیف
در ردیف موسیقی ایرانی، همهٔ رنگ‌ها در فرمِ بلندی به نام «شهرآشوب» گردآوری شده‌اند. شهرآشوب‌ها با فرم رقص کلاسیک که در دوران قاجاریه رایج بود، هماهنگند. شهرآشوب‌ها معمولاً با ضرب‌آهنگ آهسته‌تری شروع می‌شوند و تدریجاً سرعت می‌گیرند و رقص همراه آن نیز همراه با حرکاتی مثل معلق زدن، چرخ زدن یا گذاشتن اِستکان روی پیشانی انجام می‌شده که در دوران معاصر هنوز در رقص مردم تبریز و مناطق حاشیه کویر در ایران موجود است. احتمالاً، حفظ این سنت در تبریز به خاطر آن است که این شهر از قدیم ولیعهدنشین بوده و این سنت در آن شهر نفوذ بیشتری داشته‌است.
رنگ‌ها معمولاً ضرب‌آهنگ شش هشت (6
8) دارند و در انتهای اجرای دستگاه نواخته می‌شوند. الگوی ریتمیک «شیر مادر»، گاهی به صورت ترکیبی از ضرب‌های شش هشت و سه چهار (3
4 + 6
8) نیز توضیح داده شده‌است. مهم‌ترین وجه تمایز الگوی شیر مادر نسبت به ضرب شش هشتِ معمولی، آن است که تأکید در هر میزان روی ضربات ۱ و ۴ نیست؛ بلکه روی ضربات ۱ و ۵ است. در اجرای رنگ، ساز تنبک معمولاً حضور دارد.
میزان‌های اول رنگ معمولاً به درآمد دستگاه اشاره می‌کنند و ملودی‌های شبیه به درآمد دارند. در میزان‌های بعدی به یک یا چند گوشهٔ دستگاه اشاره می‌شود، اما در انتهای اجرای رنگ، بازگشتی به ملودی درآمد دستگاه صورت می‌گیرد؛ برای مثال، یک رنگ در دستگاه ماهور می‌تواند از درآمد ماهور شروع شود، در قسمت دوم به گوشهٔ داد برود، در قسمت سوم به گوشهٔ دلکش برود و نهایتاً در قسمت چهارم به درآمد ماهور بازگشت کند.
رنگ معمولاً به عنوان آخرین قطعه در اجرای دستگاه نواخته می‌شود. در اجراهای آوازی، گاهی ممکن است که آخرین اجرا یک تصنیف باشد. اما رایج است که آخرین تصنیف خود با یک رنگ دنبال شود. اجرای رنگ در انتهای اجرای دستگاه، حتی از اجرای پیش‌درآمد پیش از شروع دستگاه نیز متداول‌تر است.
به گفتهٔ عبدالله دوامی مفهوم رنگ در ردیف، محدود به موسیقی رقص نیست و از آن متمایز است. به گفتهٔ او: «باید در نظر داشت رنگ‌های ردیف برای رقص نیست؛ چون رنگ رقص با آن فرق می‌کند. آن‌ها همانند ردیف نظمی دارند؛ مثل رنگ پا، رنگ چرخ، رنگ نشستن و غیره که هرکدام ضرب و علم مخصوص دارد؛ ضرب و سازش هم هرکدام جداست. رنگ رقص بیشتر مقطع بوده و جز باقرخان کمانچه‌کش کمتر کسی آنها را به‌خوبی می‌دانست.»
محمدرضا لطفی، فرم رنگ را با اتود در موسیقی غربی مقایسه می‌کند و معتقد است که رنگ‌ها می‌توانند به آموزش تکنیکی نوازندگان کمک کنند. وی از رنگ‌های علی‌اکبر شهنازی به عنوان نمونه‌هایی شاخص از این دست اشاره می‌کند.

## انواع
از رنگ‌های معروف، می‌توان به رنگ حَرْبی (به معنای «جنگی») اشاره کرد که در دستگاه ماهور قرار دارد و نوعی رقص جنگ است و نیز رنگ یک‌چوبه که رقص چوب قشقاییان با آن انجام می‌شده‌است. درویش‌خان نیز رنگ‌هایی برای رقص سماع ساخته که معروفند. در موسیقی معاصر ایران، چهارمضراب‌ها جای رِنگ‌ها را گرفته‌اند. سایر هنرمندانی که رنگ‌های مشهور نواخته‌اند، عبارتند از: رکن‌الدین مختاری، علی‌اکبر شهنازی، علینقی وزیری، حبیب سماعی، مرتضی نی‌داوود، موسی معروفی و فرامرز پایور.
فرصت‌الدوله شیرازی رنگ‌های مهم در دستگاه‌های مختلف را به این شرح برشمرده‌است:
- دستگاه راست‌پنج‌گاه: شهرآشوب، حربی
- دستگاه چهارگاه: شهرآشوب، حاشیه، متن، لزگی
- دستگاه سه‌گاه: شهرآشوب، حاشیه، متن، لزگی، دلگشا
- دستگاه همایون: شهرآشوب، نستوری (نستاری)، فرح
- دستگاه نوا: شهرآشوب، حربی، نستوری
- دستگاه ماهور: شهرآشوب، خفی جلی، حربی
- دستگاه شور: شهرآشوب، ضرب اصول

داریوش طلایی نیز رنگ‌هایی که تا به امروز باقی مانده‌اند را شامل این موارد می‌داند: رنگ شهرآشوب در شور و چهارگاه، رنگ فرح در همایون، رنگ حربی در ماهور، رنگ نستاری در نوا، رنگ دلگشا در سه‌گاه، رنگ لزگی و حاشیه در چهارگاه، و رنگ ضرب اصول در شور.
در ادامه، به رنگ‌های قدیمی‌تر که در ردیف‌های اولیه وجود داشته‌اند، به‌طور گسترده‌تری پرداخته شده‌است. باید توجه داشت که برخی از موسیقی‌دانان معاصرتر برای آن که برنامه‌های گروه‌نوازی با شکوه بیشتری به پایان برسد، رنگ‌های جدیدی آهنگسازی کرده‌اند؛ رنگ دشتی از حبیب سماعی، رنگ ماهور از درویش‌خان و رنگ‌هایی که ابوالحسن صبا برای رقص قاسم‌آبادی ساخته، از این جمله‌اند.

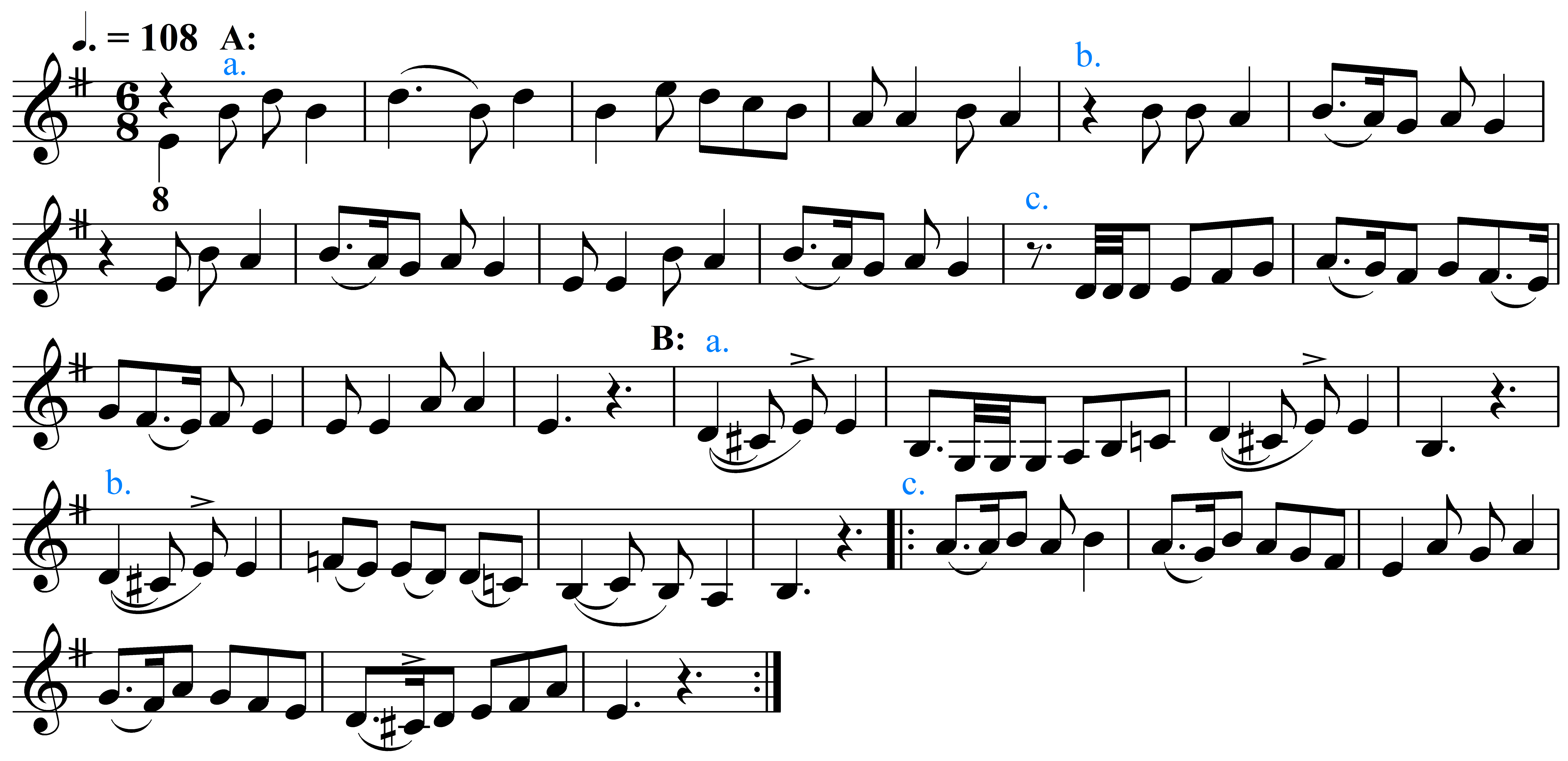
رنگ دشتی از ردیف حبیب سماعی (فرود در دستگاه شور می)چپ

### ضرب اصول
این رنگ با نام «اصول» یا «رنگ اصول» نیز شناخته می‌شود. در قدیم واژهٔ اصول به معنای «رقص» به کار می‌رفته و نام «ضرب اصول» هم به معنای «موسیقی رقص» است. فریدون ناصری معتقد است که این نام ممکن است به اهمیت اصلی «ضرب» در موسیقی نیز اشاره داشته باشد.
واژهٔ ضرب اصول در اشعار شعرای قدیم نیز به کار رفته‌است؛ از جمله، سعدی در یکی از غزل‌هایش می‌گوید «به دوستی که ز دست تو ضربت شمشیر / چنان موافق طبع آیدم که ضرب اصول» و حافظ در ساقی‌نامه سروده «که بار غمم بر زمین دوخت پای / به ضرب اصولم برآور ز جای».
حسن مشحون می‌نویسد که در دورهٔ قاجاریه رسم بوده که پیش از شروع اجرا توسط گروه نوازندگان، ابتدا نوازندهٔ سرنا در یک دستگاه قطعه‌ای می‌نواخته و سپس نوازندگان دیگر با سازهای دهل و نقاره و کوس و کرنا و شیپور به همران آن می‌پرداختند. در این قطعات از ضرب‌های مفصل‌تر استفاده می‌شده که یکی از آن‌ها نیز «ضرب اصول» نام داشته‌است.
به گفتهٔ فخرالدینی، فرازهای این رنگ چندان منسجم و مشخص نیست و تنها عاملی که به آن شکل واحدی داده الگوی ضربی آن است: . در زیر، رنگ ضرب اصول بر اساس ردیف موسی معروفی آمده‌است.

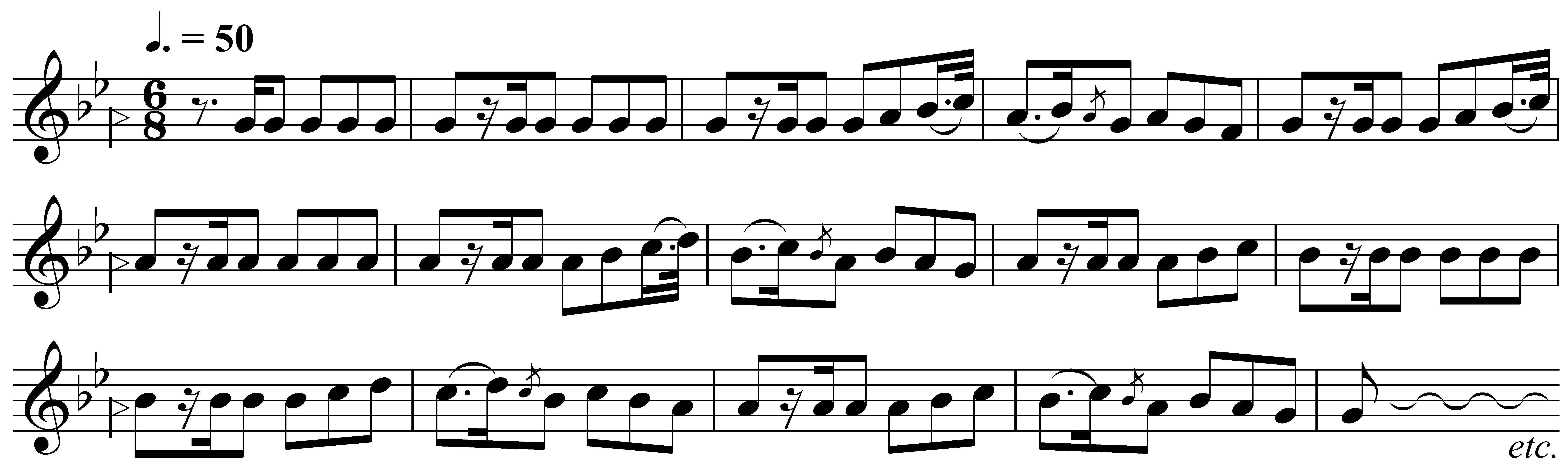
بخش آغازین رنگ ضرب اصول از ردیف موسی معروفی در شور سلچپ

### شهرآشوب
در زیر، بخش آغازین رنگ شهرآشوب در دستگاه همایون، بر اساس ردیف موسی معروفی آمده‌است. این بخش شامل ۹ فراز است که همگی در مایهٔ درآمد همایون هستند. در جمله بعدی، رنگ به گوشهٔ چکاوک می‌رود. اجرای رنگ شهرآشوب در دستگاه‌های چهارگاه، ماهور و راست‌پنج‌گاه با هم متفاوت است.

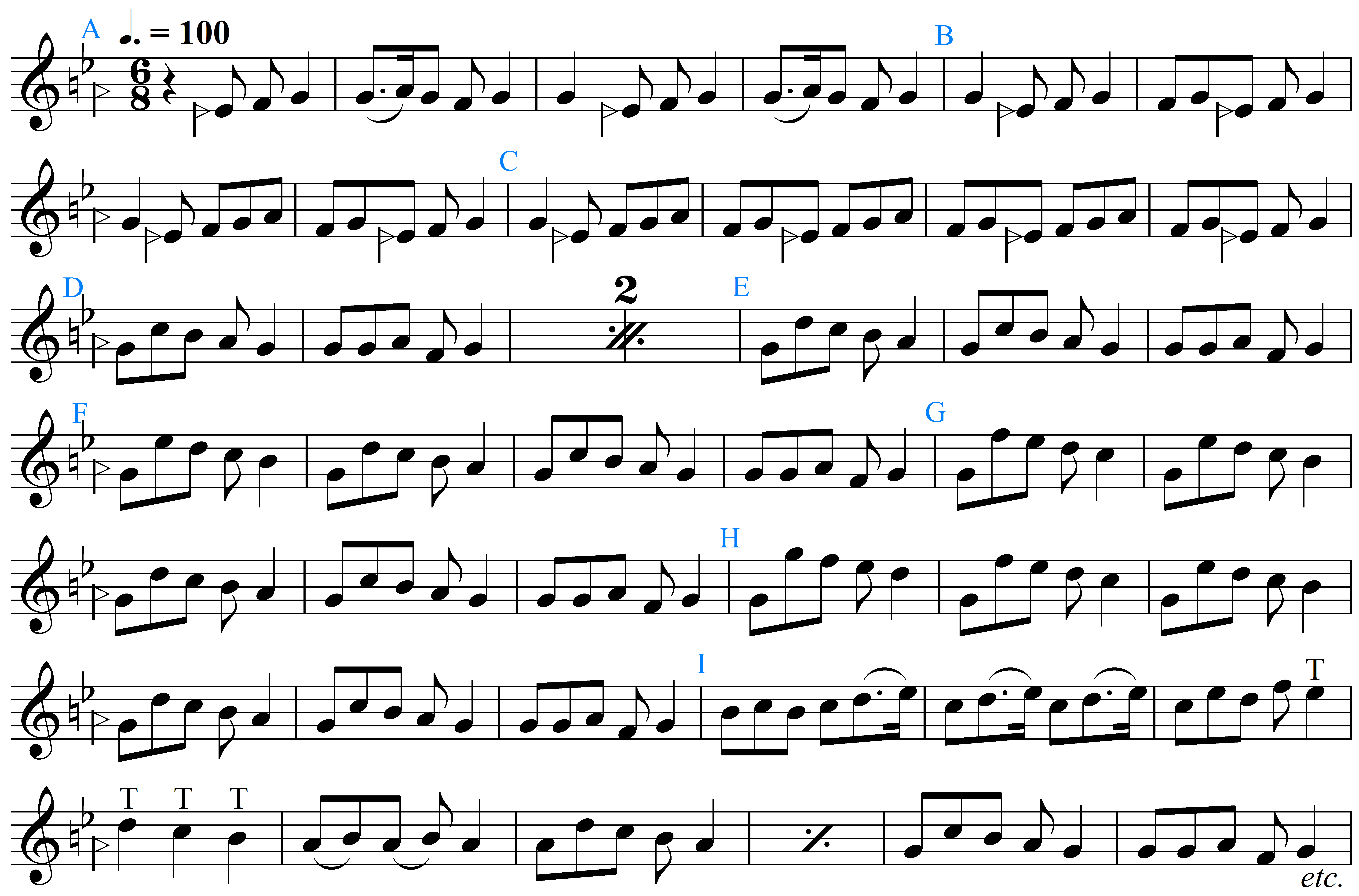
بخش آغازین رنگ شهرآشوب از ردیف موسی معروفی در همایون سل. حروف انگلیسی A تا I اولین میزان هر فراز را نشان می‌دهندچپ

### دلگشا
رنگ دلگشا که در دستگاه سه‌گاه اجرا می‌شود، هم در ردیف موسی معروفی و هم در ردیف نورعلی برومند دارای یک الگوی مشخص است که هر بخش آن دو میزان طول دارد و فرازها و فرودهای منسجم‌تری از رنگ اصول و شهرآشوب دارد.
به گفتهٔ مجید کیانی، در جنوب ایران رنگ دلگشا در مراسم عزاداری هم به کار می‌رود.

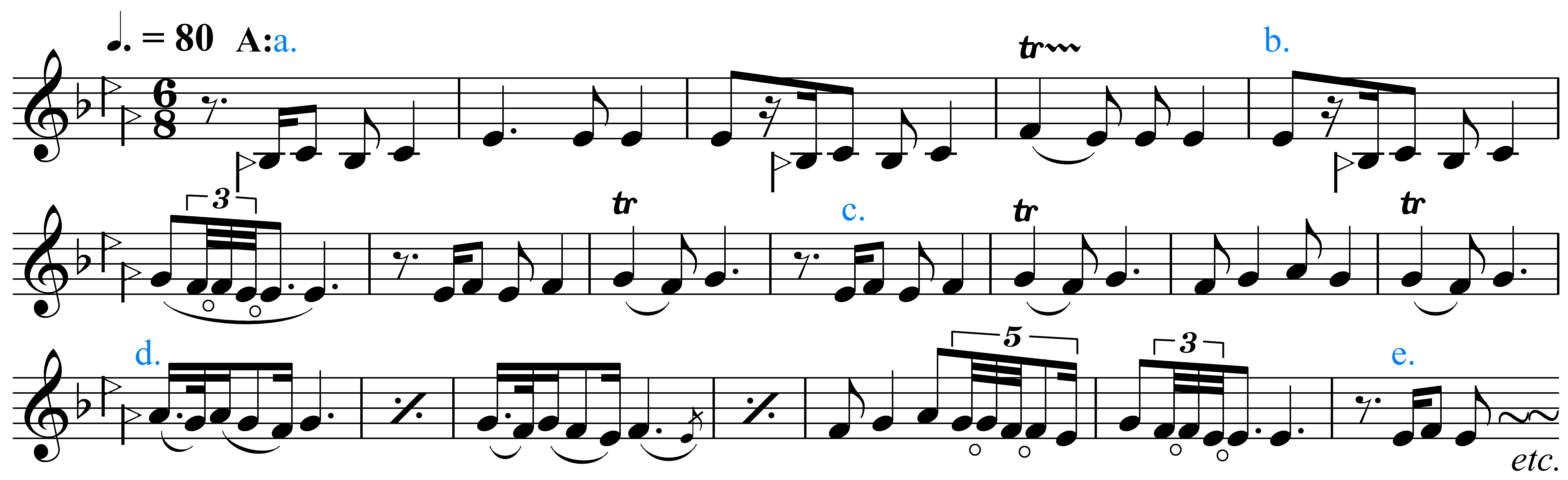
بخش آغازین رنگ دلگشا از ردیف موسی معروفی در سه‌گاه می کرن چپ|بشنوید

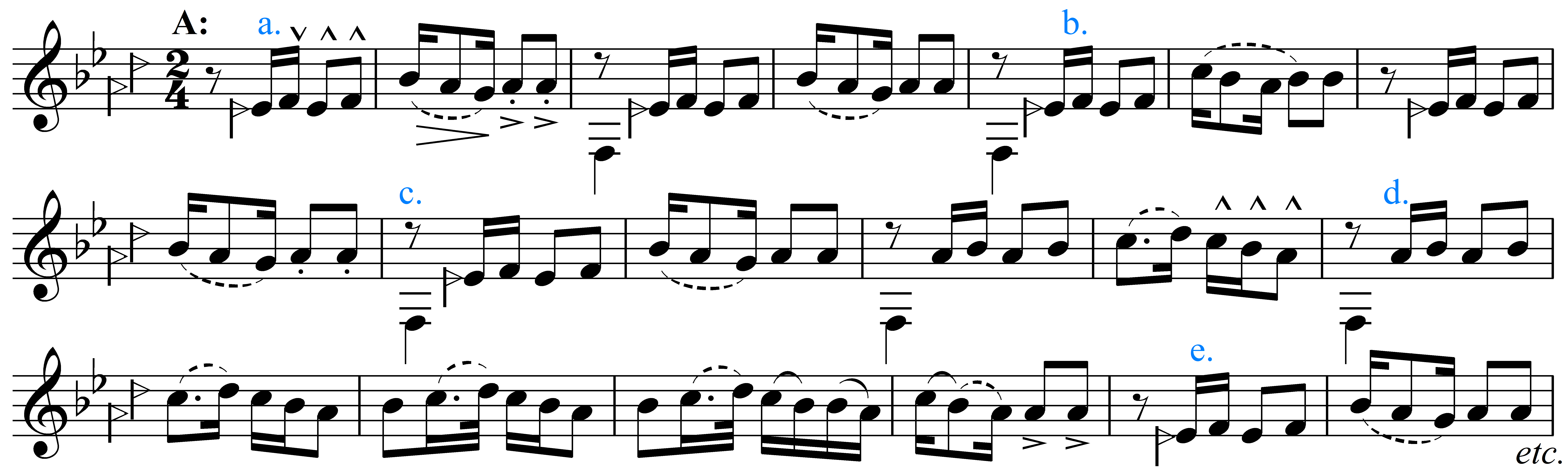
بخش آغازین رنگ دلگشا از ردیف نورعلی برومند در سه‌گاه لا کرن چپ|بشنوید

### نستاری
رنگ نستاری (یا نستوری، یا نَستالی) در دستگاه‌های نوا و همایون اجرا می‌شود. در ردیف موسی معروفی، رنگ نستاری برای دستگاه نوا در میزان 3
4 نت‌نویسی شده‌است و بافت متفاوتی نسبت به رنگ‌های دیگر دارد. هر جمله این رنگ ۸ تا ۱۲ میزان طول دارد و شامل فرازهایی است که ۴ میزان طول دارند و بین آن‌ها برش‌هایی به طول ۲ میزان جای گرفته‌اند.

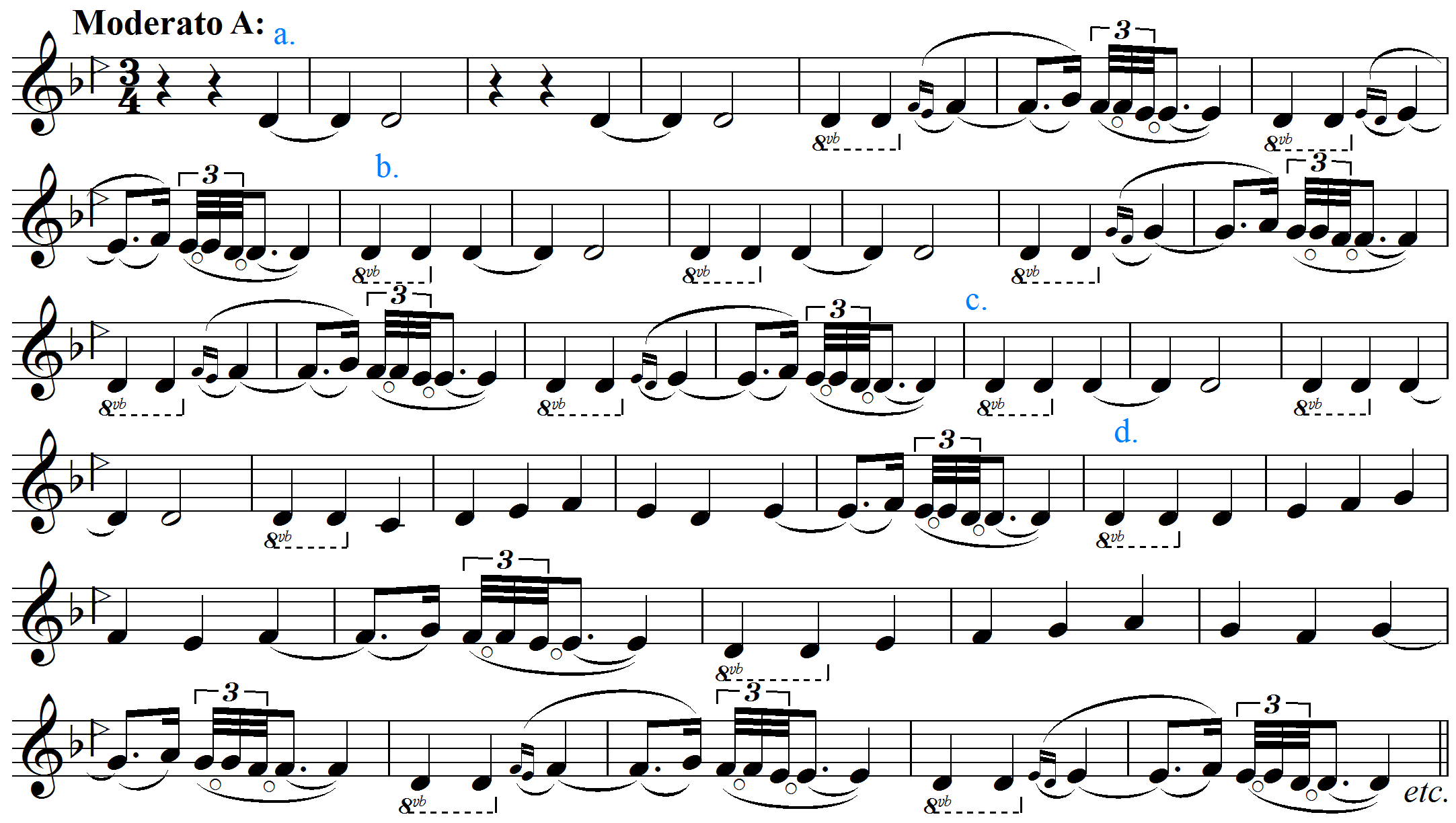
بخش آغازین رنگ نستاری از ردیف موسی معروفی در دستگاه نواچپ

### فرح
رنگ فرح هم با رنگ‌های دیگر از نظر بافت تفاوت دارد. این رنگ که دستگاه همایون اجرا می‌شود و در ردیف موسی معروفی در میزان 3
4 نت‌نویسی شده‌است. یک الگوی ریتمیک دو میزانی در این رنگ تکرار می‌شود و جمله‌های آن را نیز می‌توان به فرازهایی به طول ۴ میزان تقسیم کرد.

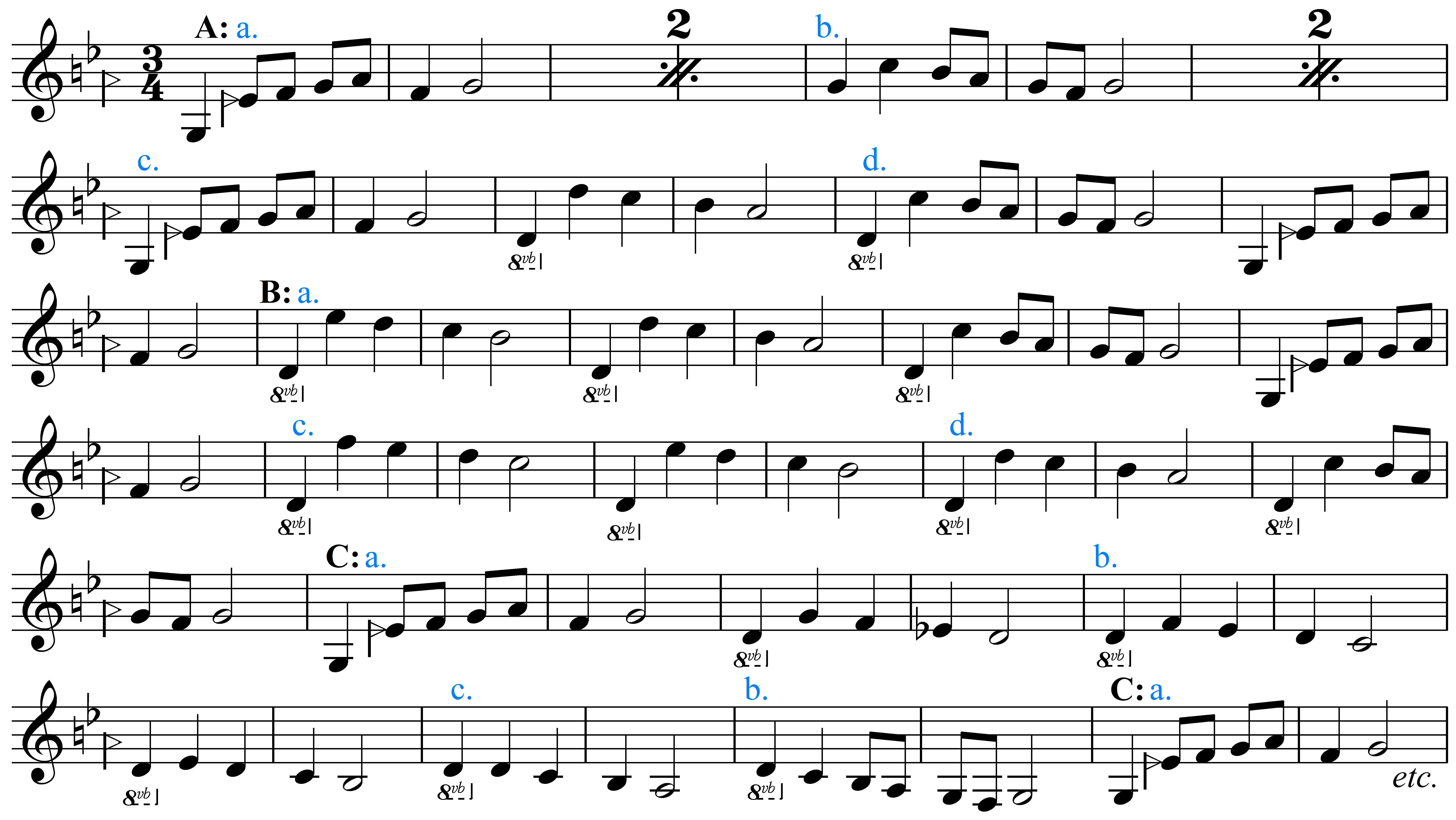
بخش آغازین رنگ فرح از ردیف موسی معروفی در دستگاه همایون سلچپ

در بیات اصفهان رنگی با ترکیب مشابه وجود دارد که «فرح‌انگیز» نامیده می‌شود و از نظر فرازها و برش‌ها، شبیه به رنگ قبلی در دستگاه همایون است.

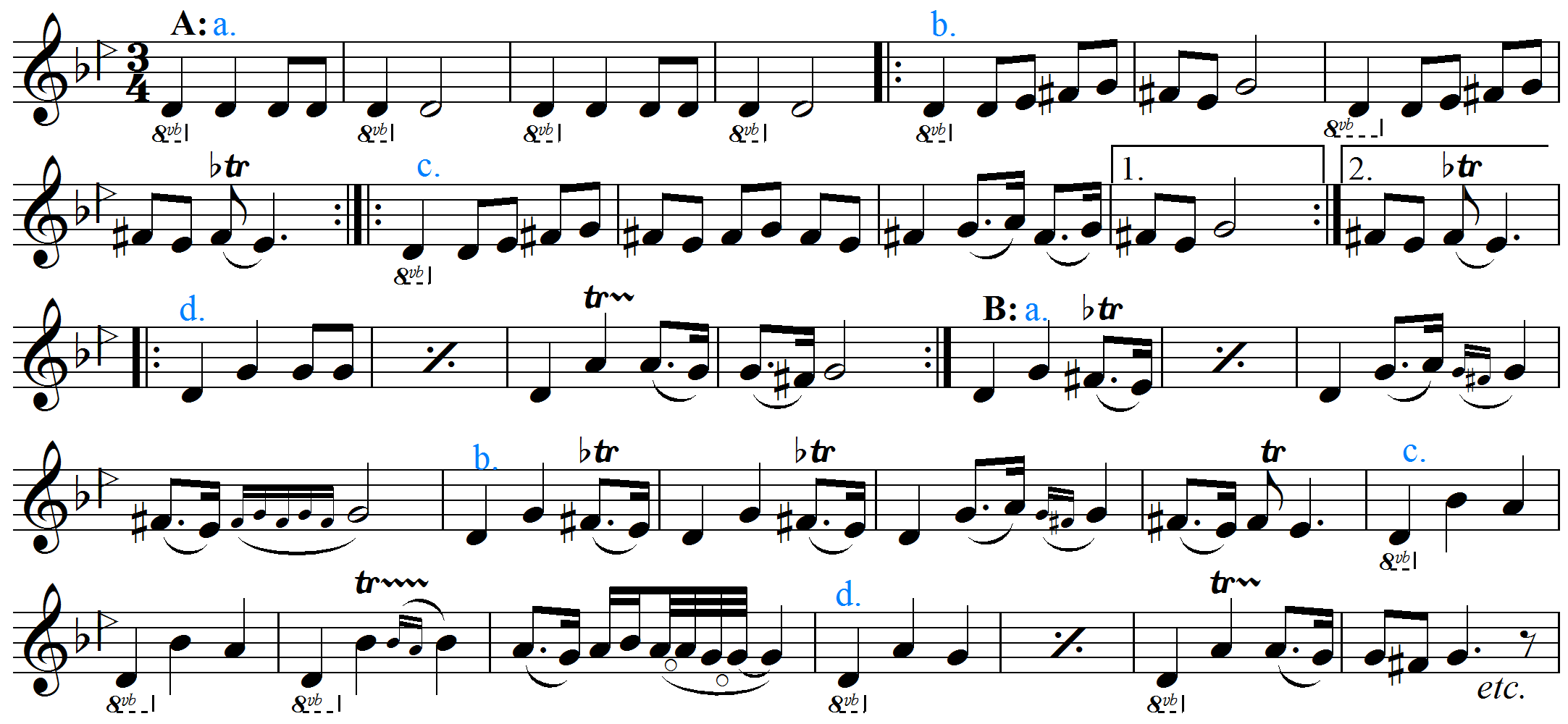
بخش آغازین رنگ فرح‌انگیز از ردیف موسی معروفی در دستگاه اصفهان سلچپ

### حربی
رنگ حربی معمولاً در دستگاه ماهور نواخته می‌شود اما در دستگاه‌های دیگر هم کاربرد دارد. کیانی اشاره می‌کند که در تهران، این رنگ در آواز بیات ترک در مراسم عزاداری هم به کار گرفته می‌شود.

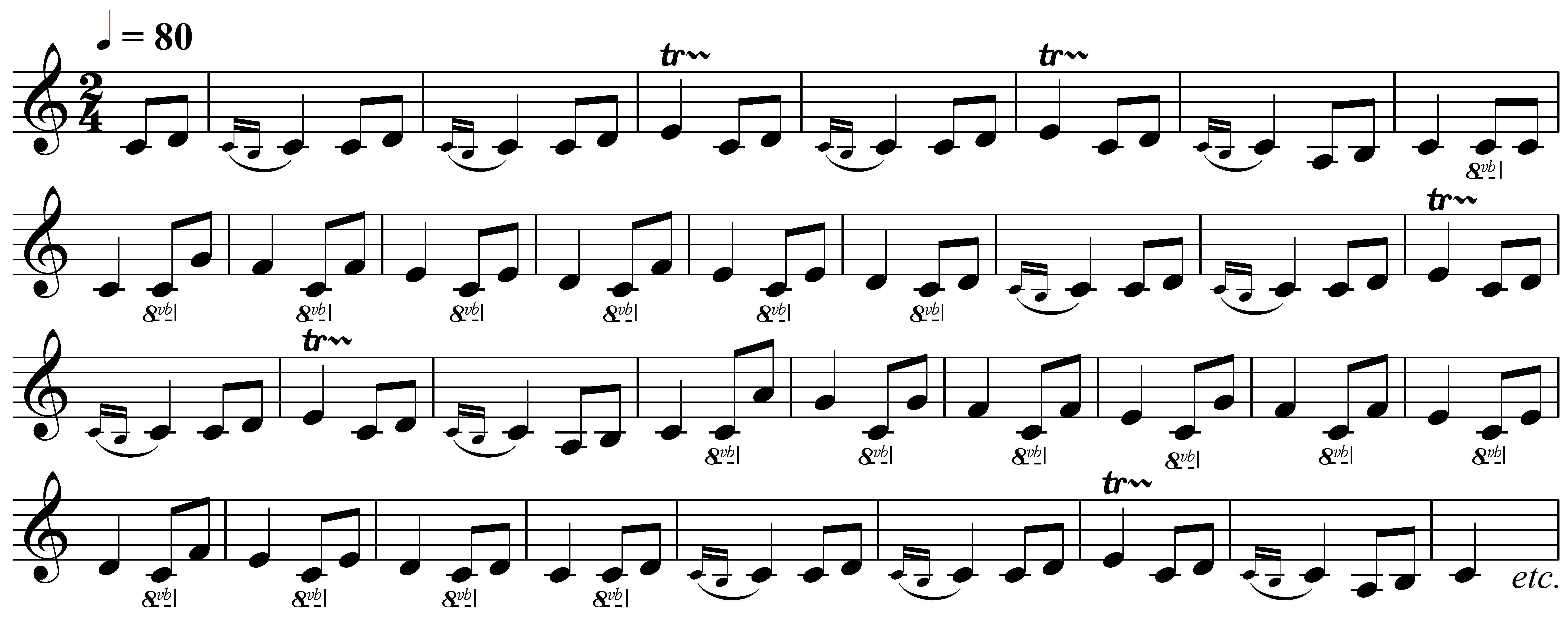
بخش آغازین رنگ حربی از ردیف موسی معروفی در دستگاه ماهور دوچپ

### شلخو
رنگ شَلَخو (یا شالاخو) در انتهای دستگاه ماهور در ردیف میرزاعبدالله، قبل از ساقی‌نامه نواخته می‌شود و وزن آن با الگوی «شیر مادر» مطابقت دارد. این رنگ را در انتهای اجرای دستگاه چهارگاه نیز می‌نواخته‌اند.
«شلخو» واژه‌ای عبری و یهودی، به معنای پرندهٔ سیاه است. این واژه به احتمال زیاد با واژهٔ «شلیخ» به معنای «صوت و آواز» نیز مرتبط است.
رنگ شلخو در محلهٔ یهودیان تهران قدیم (سرچشمه و چهارراه سیروس) که در اواخر دورهٔ قاجار محل زندگی نوازندگان یهودی بوده، اجرا می‌شده و رقصی به همین نام در اجراهای تخت حوضی وجود داشته‌است.

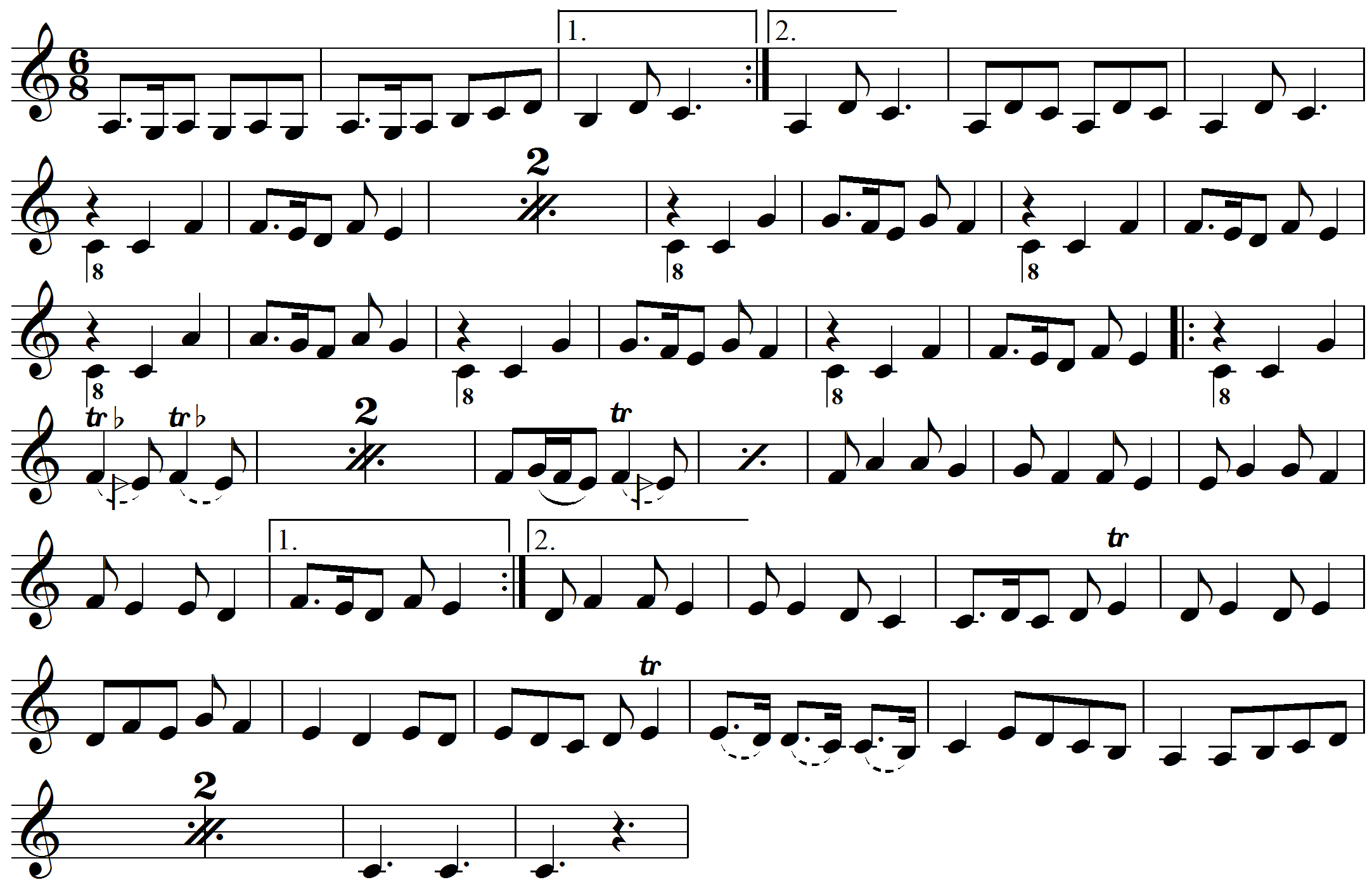
رنگ شلخو از ردیف میرزا عبدالله در ماهور دوچپ

### یک چوبه
رنگ یک چوبه نیز در در انتهای دستگاه ماهور در ردیف میرزاعبدالله، قبل از رنگ شلخو نواخته می‌شود. وزن این رنگ 6
8 است اما در کتاب ردیف سازی موسیقی سنتی ایران، بدون میزان‌نما نگاشته شده است.
واژهٔ یک چوبه در لغت، به معنی خیمهٔ تک ستون است و در لغتنامه دهخدا به خیمه‌ای که دارای یک چوب (ستون) است معنی شده‌است. یک چوبه در موسیقی مازندران، قطعه‌ای سازی بوده و در مراسمی مربوط به کُشتی و مراسم جشن و سرور توسط نوازندهٔ سرنا نواخته می‌شده‌است.

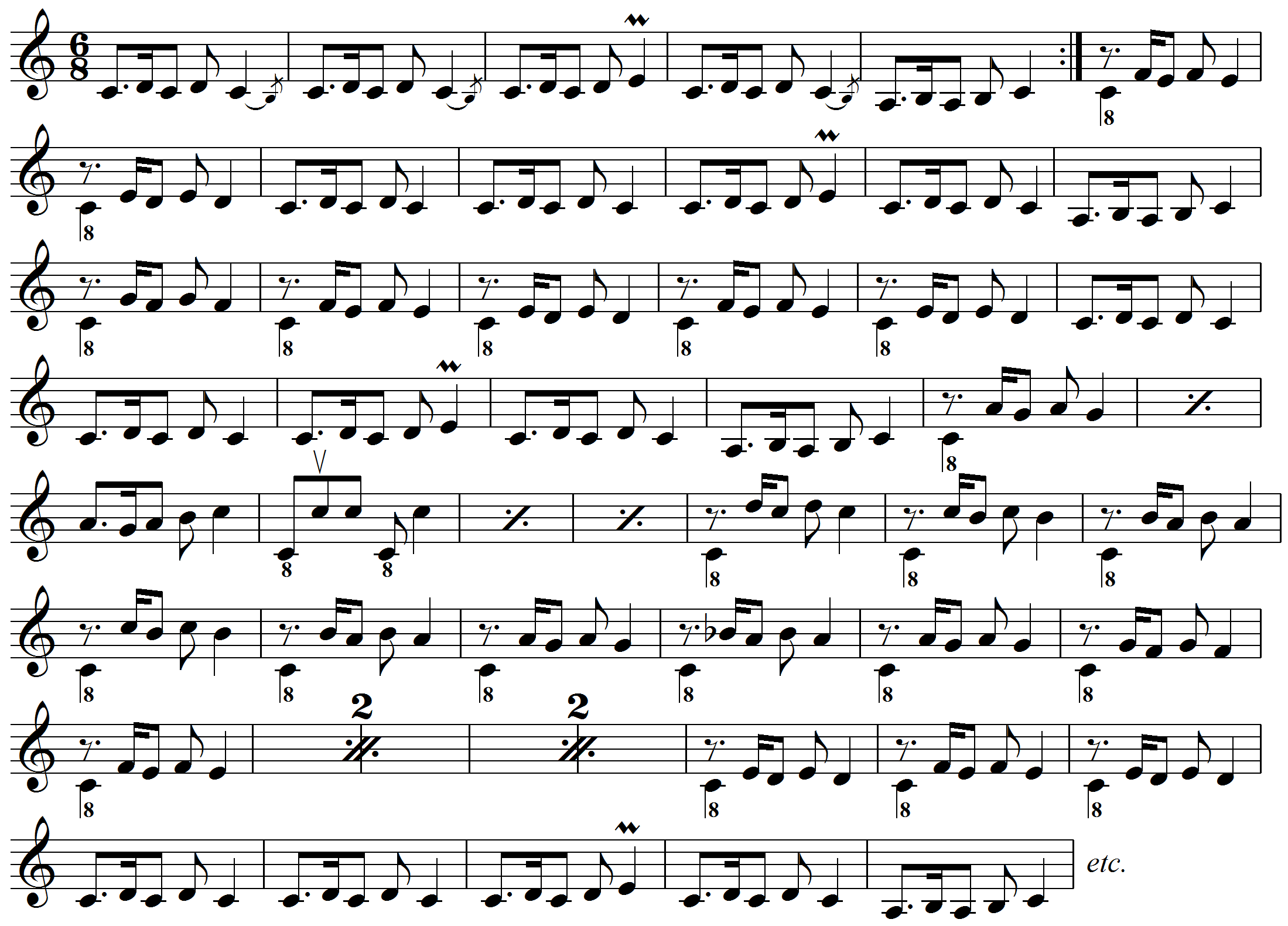
رنگ یک چوبه از ردیف میرزا عبدالله در ماهور دوچپ

## یادداشت
1. ↑  نمونه‌هایی از رنگ هنری که لطفی از آن نام می‌برد عبارتند از رنگی که خودش برای آواز محمدرضا شجریان ساخته بود و در آلبوم به یاد عارف منتشر شد[۱۱] و رنگ‌های علی‌اکبر شهنازی[۱۲]
2. ↑  در فرهنگ فارسی معین، تلفظ آن به صورت «نَستوری» آمده و املای «نسطوری» نیز برای آن ذکر شده‌است. نسطوری نام یک فرقهٔ مسیحی نیز هست.[۳۹]

## برای مطالعهٔ بیشتر
- آذرمینا، پژمان (۱۳۷۹). رنگ‌های هفت دستگاه: تنظیم برای سنتور. تهران: ماهور. شابک ۹۷۸-۹۶۴-۶۴۰-۹۴۲-۲.